# Artistic Creation
 (juillet 2025).
Pour plus de détails, voir Fiche technique et Distribution.
Artistic Creation est un film muet britannique de Walter R. Booth sorti en 1901. 

## Fiche technique
- Titre : Artistic Creation
- Réalisation : Walter R. Booth
- Production Robert W. Paul
- Pays d'origine : Grande-Bretagne
- Format : Noir et blanc
- Durée : 2 minutes
- licence : Domaine public